# Chitonaster
Genre
Chitonaster est un genre d'étoiles de mer de la famille des Goniasteridae.
Toutes les espèces de ce genre vivent en Antarctique.

## Liste d'espèces
Selon World Register of Marine Species (5 janvier 2015) :
- Chitonaster cataphractus Sladen, 1889
- Chitonaster felli (H.E.S. Clark, 1971)
- Chitonaster johannae Koehler, 1908
- Chitonaster trangae Mah, 2011

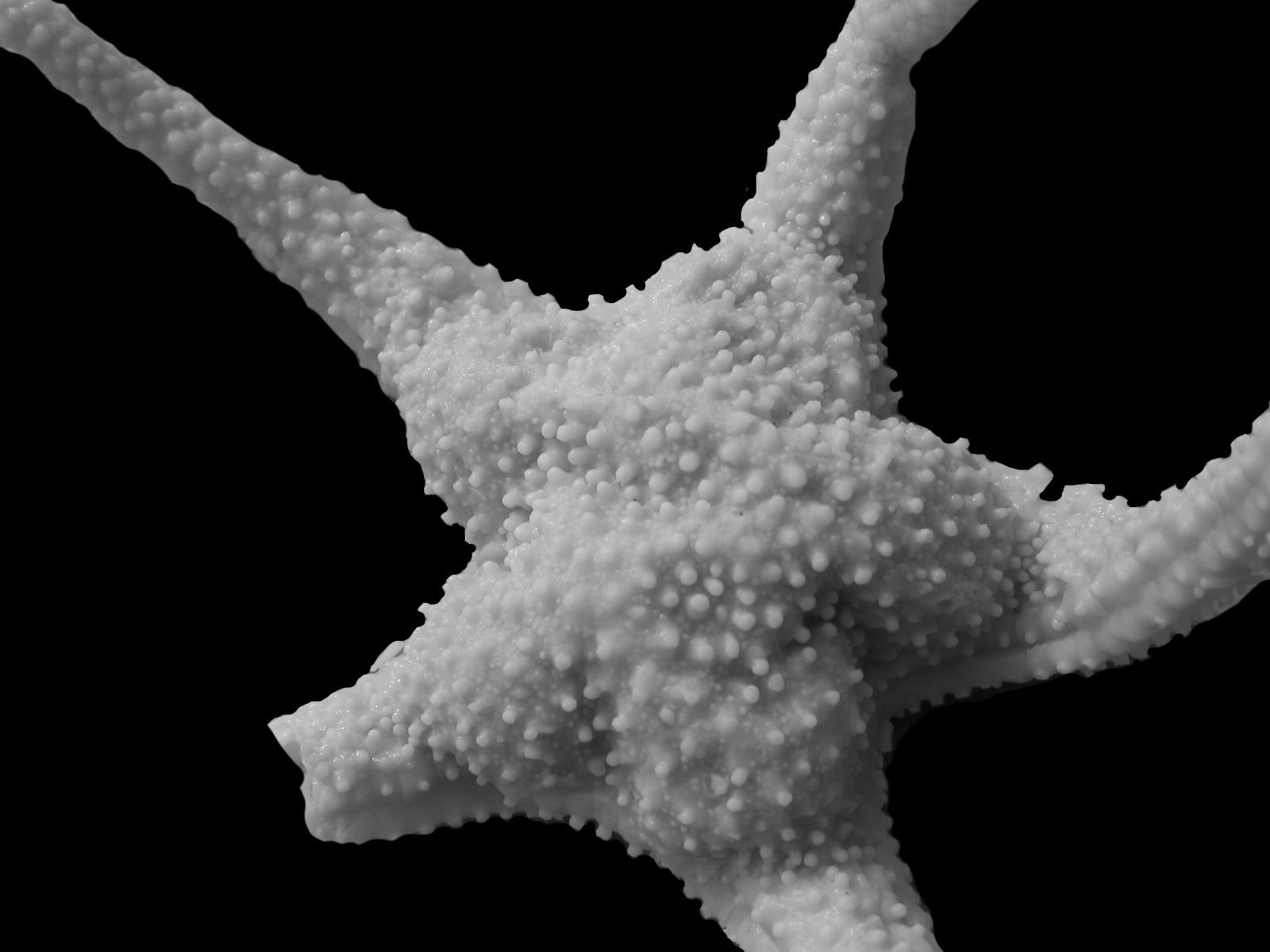
Chitonaster cataphractus.
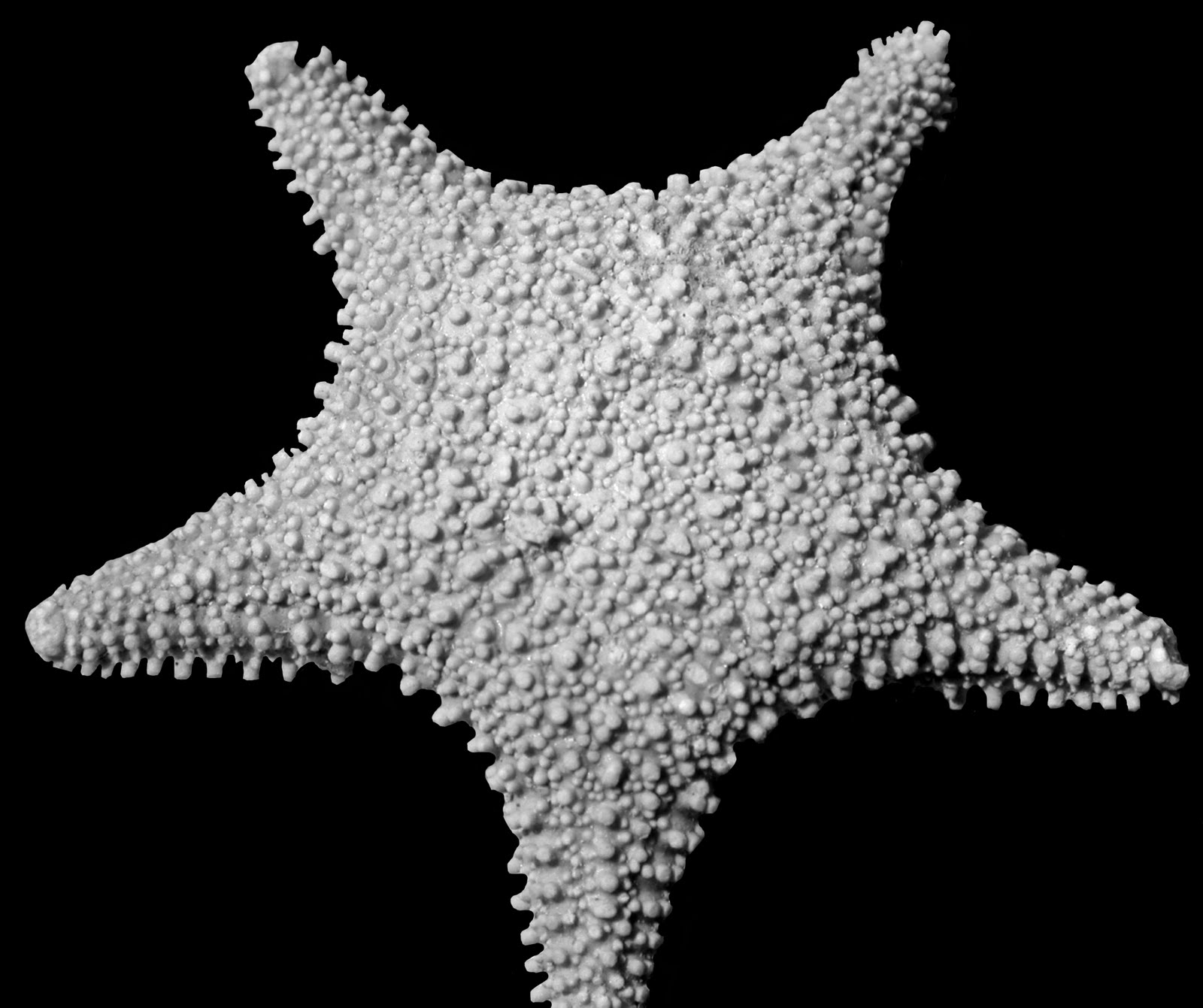
Chitonaster felli.
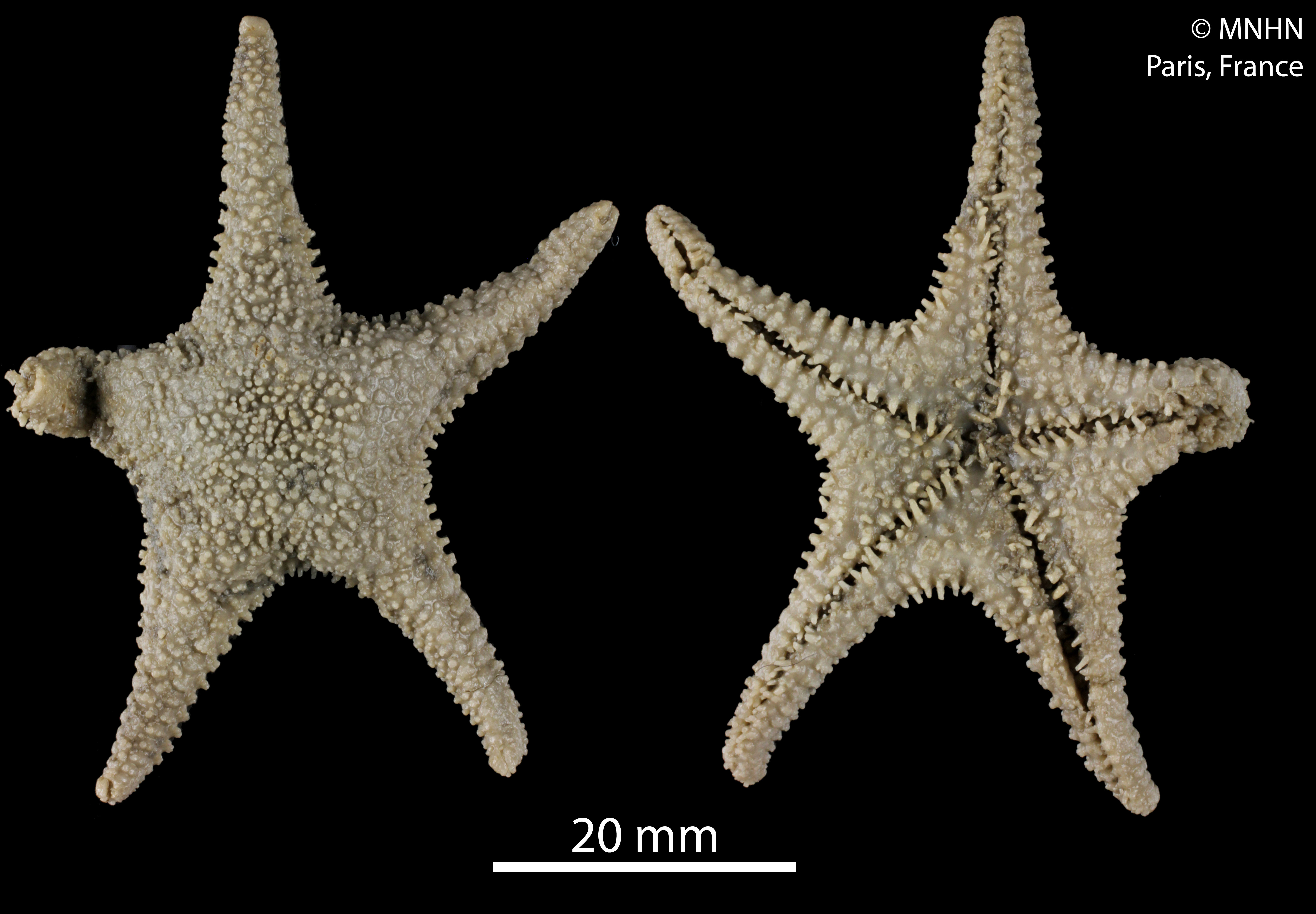
Chitonaster johannae (holotype, MNHN).
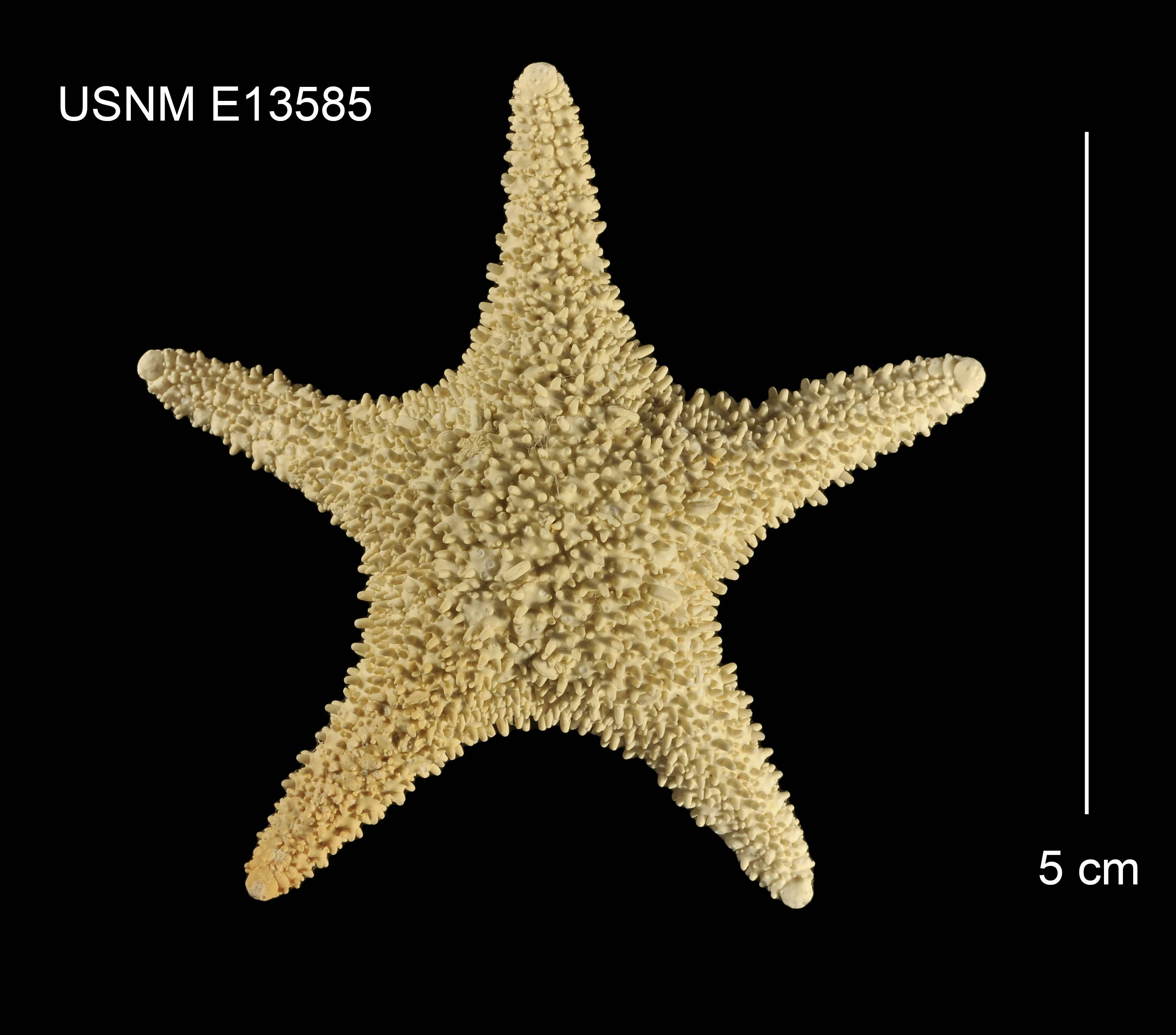
Chitonaster trangae.